# Megachile musculus
Megachile musculus är en biart som beskrevs av Heinrich Friese 1913. Megachile musculus ingår i släktet tapetserarbin, och familjen buksamlarbin. Inga underarter finns listade i Catalogue of Life.